# Bonamia peruviana
Bonamia peruviana är en vindeväxtart som beskrevs av V. Ooststr. Bonamia peruviana ingår i släktet Bonamia och familjen vindeväxter. Inga underarter finns listade i Catalogue of Life.